# 莫桑比克航空
莫桑比克航空（葡萄牙語：Linhas Aéreas de Moçambique / LAM）是發莫桑比克的國家航空公司，总部设在该国首都马普托，於1936年成立。
莫桑比克航空的枢纽机场是马普托国际机场，并开设定期航班往返南部非洲。这个公司是國際航空運輸協會的成员，而且从1976年起成为非洲航空公司协会的成员，并与2011年四月起进入被禁止进入欧盟成员国之航空公司列表。

## 航點
| 國家     | 城市   | 機場名稱       | 備註     |
| 莫桑比克 | 马普托 | 马普托国际机场 | 樞紐機場 |

## 外部連結
- 官方網站 （页面存档备份，存于）（葡萄牙文）（英文）